# Nick Pope
Nick Pope, född den 19 september 1965, är en ufolog och science fiction-författare, som tidigare har arbetat som civilanställd i Storbritanniens försvarsministerium i början på 1985. Han hade många olika poster och deltog bland annat under Kuwaitkriget.
Pope blev även huvudpersonen inom brittiska flygvapnet, som man rapporterade UFO:n till. Hans deltagande inom försvarsministeriet och hans intresse inom ufologi fick honom att bli den "brittiske Fox Mulder".

## Biografi
Pope deltog i konflikterna i Irak och Afghanistan. 
Mellan 1991 och 1994 jobbade Pope på en division kallad Secretariat, där man tog hand om gamla RAF-uppdrag. Pope fick i uppdrag att dokumentera UFO-fenomenet, liknande det amerikanska projektet Blue Book. Många av fallen kunde förklaras som vanliga, jordiska fenomen (både naturligt och mänskligt), men det fanns en hel del fall som helt enkelt inte kunde förklaras. Bevis pekade på flygande föremål med hastigheter och manöverförmåga långt mer utvecklad än människans flygplan. 
Popes unika tillgång till regeringens information övertygade honom om att UFO:n existerar, och att de allvarligt bör beaktas i frågor om landets försvar och säkerhet. Han hittade fall där ett UFO hade observerats på radar och där man skickat stridsflygplan för att undersöka. Det fanns även fall där civila flygplan och UFO:n var nära på att kollidera. Allt detta fick Pope att tro att en utomjordisk förklaring inte var helt omöjlig.
Under tiden han höll på med UFO-dokumentationer, blev Pope även intresserad av fall som oftast länkas samman med UFO:n, så som mystiska tecken i sädesfält, djurplågeri och även spöken. Han jobbar inte längre för regeringen, men fortsätter sin forskning privat.
Pope har också arbetat inom media, bland annat på BBC:s Newsnight och Radio 4:s Today-program. Han har föreläst på akademiska konferenser, museum, militärbaser och på Oxford Union.
Pope avslutade sitt verk på försvarsministeriet i november 2006, med orden "arkiv X har stängts". Pope har jobbat på Projekt Condign.
Hans författarskap består av två sciencefictionböcker baserade på hans arbete inom regeringen, Operation Thunder Child och Operation Lightning Strike. Pope skriver för tillfället med Brigitte Grant på en bok vid namn The Alien Within, om Grants kunskaper inom ufologi. Pope skriver även boken Desert Fury, som är en spekulativ bok om ett annorlunda Gulfkrig. 
Nick Pope ägnar sin fritid till att undersöka utomjordisk kidnappning i Storbritannien och till att försöka uppmärksamma media om UFO:s.

## Arbeten
Fyra av Popes böcker krävde försvarsministeriets godkännande, innan de publicerades.
- Open Skies, Closed Minds (ISBN 0-440-23489-1) - berättar detaljerat om hans officiella arbete inom ufologi.

- The Uninvited (ISBN 0-440-23487-5) - beskriver fall av utomjordisk kidnappning.

- You Can't Tell the People: The Cover-up of Britain's Roswell (förord) - ISBN 0-283-06358-0

- A Covert Agenda: British Government's UFO Top Secrets Exposed (introduktion) - ISBN 0-684-81937-6

### Science fiction
- 1999 - Operation Thunder Child (ISBN 0-684-82442-6 or ISBN 0-671-01835-3) - Popes koncept för boken.

- 2000 - Operation Lightning Strike (ISBN 0-7432-0333-X) - Intervju med Pope om boken.